# Communauté de communes du canton de Guichen
La communauté de communes du canton de Guichen est une ancienne intercommunalité située dans le département d'Ille-et-Vilaine, région Bretagne.

## Histoire
La communauté de communes, dénommée aussi ACSOR (Association des Communes du Sud-Ouest de Rennes), a été créée le 22 décembre 1993 et regroupait les huit communes du canton de Guichen. Elle a succédé au Syndicat intercommunal à vocation multiple (SIVOM) du canton de Guichen créé en 1974 par arrêté préfectoral.
Laillé quitte l'intercommunalité le 1er juillet 2012 et rejoint la communauté d'agglomération Rennes Métropole.
Le 1er janvier 2014, la communauté de communes du canton de Guichen est dissoute et fusionne avec Maure de Bretagne communauté ainsi que les communes de Guipry, Messac, Lohéac et Saint-Malo-de-Phily pour former Vallons de Haute-Bretagne Communauté.

## Territoire communautaire

### Composition
La communauté de communes groupait 7 communes.
| Nom               | Code Insee | Gentilé       | Superficie (km2) | Population (dernière pop. légale) | Densité (hab./km2) |
| ----------------- | ---------- | ------------- | ---------------- | --------------------------------- | ------------------ |
| Guichen (siège)   | 35126      | Guichenais    | 42,99            | 8 109 (2014)                      | 189                |
| Baulon            | 35016      | Baulonnais    | 25,02            | 2 124 (2014)                      | 85                 |
| Bourg-des-Comptes | 35033      | Bourgcomptois | 23,41            | 3 237 (2014)                      | 138                |
| Goven             | 35123      | Govenais      | 39,73            | 4 412 (2014)                      | 111                |
| Guignen           | 35127      | Guignennais   | 53,05            | 3 733 (2014)                      | 70                 |
| Lassy             | 35149      | Lasséens      | 9,76             | 1 563 (2014)                      | 160                |
| Saint-Senoux      | 35312      | Sennonais     | 18,29            | 1 802 (2014)                      | 99                 |

### Démographie
| 1968  | 1975   | 1982   | 1990   | 1999   | 2006   | 2010   |
| ----- | ------ | ------ | ------ | ------ | ------ | ------ |
| 9 728 | 11 587 | 13 473 | 15 372 | 17 348 | 20 618 | 23 017 |

## Administration

### Siège
Le siège de la communauté de communes était à Guichen, 12 rue Blaise Pascal.

### Conseil communautaire
Les 35 conseillers titulaires sont ainsi répartis selon le droit commun comme suit :
| Nombre de conseillers | Communes                    |
| --------------------- | --------------------------- |
| 9                     | Guichen                     |
| 6                     | Goven                       |
| 5                     | Guignen                     |
| 4                     | Bourg-des-Comptes           |
| 3                     | Baulon, Lassy, Saint-Senoux |

### Élus
La communauté de communes était administrée par un conseil communautaire de 35 membres représentant chacune des communes de l'intercommunalité. Il se réunissait environ une fois par mois (sauf juillet et août) et les séances étaient publiques. 
À la suite des élections municipales de 2008 en Ille-et-Vilaine, le conseil communautaire du 16 avril 2008 avait élu son président, Guy Appéré, premier adjoint au maire de Laillé, ainsi que ses 6 vice-présidents.
Le bureau est remanié le 15 septembre 2011 à la suite de la démission de Guy Appéré puis l'élection de Philippe Gourronc, maire de Goven, à la présidence. La liste des vice-présidents était alors la suivante :
|                       | Identité              | Qualité                         |
| --------------------- | --------------------- | ------------------------------- |
| 1er                   | Jean-Pierre Letournel | Maire de Guignen                |
| 2e                    | Michel Le Page        | 1er adjoint au maire de Guichen |
| 3e                    | Didier Le Chénéchal   | Maire de Lassy                  |
| 4e                    | Bernard Gavaud        | Maire de Saint-Senoux           |
| 5e                    | Pierre Dano           | Maire de Bourg-des-Comptes      |
| 6e                    | Jean-Paul Riu         | Maire de Baulon                 |
| Source : Ouest-France |                       |                                 |

Le bureau comptait par ailleurs deux autres membres :
- Joël Sieller, maire de Guichen
- Pascal Hervé, maire de Laillé

### Liste des présidents
| Période                                    | Période                       | Identité          | Étiquette    | Qualité                                          |
| ------------------------------------------ | ----------------------------- | ----------------- | ------------ | ------------------------------------------------ |
| Syndicat intercommunal à vocation multiple |                               |                   |              |                                                  |
| mars 1975                                  | ?                             | Jacques Renault   | UDR puis RPR | Conseiller général de Guichen (1970 → 1988)      |
| ?                                          | décembre 1993                 | Joël Sieller      | UDF puis DVD | Maire de Guichen (1983 → 2020)                   |
| Communauté de communes                     |                               |                   |              |                                                  |
| décembre 1993                              | 16 avril 2008                 | Joël Sieller      | DVD          | Maire de Guichen (1983 → 2020)                   |
| 16 avril 2008                              | 15 septembre 2011 (démission) | Guy Appéré        | DVG          | Premier adjoint au maire de Laillé (2008 → 2014) |
| 15 septembre 2011                          | 31 décembre 2013              | Philippe Gourronc | DVG          | Maire de Goven (2008 → 2018)                     |
| Les données manquantes sont à compléter.   |                               |                   |              |                                                  |

Guy Appéré, premier adjoint au maire de Laillé, quitte ses fonctions à l'été 2011 après la décision du conseil municipal de la commune de quitter l'ACSOR pour rejoindre Rennes Métropole.